# Friedrich Bonte
Friedrich Bonte (Potsdam, 19 ottobre 1896 – Narvik, 10 aprile 1940) è stato un militare tedesco durante la seconda guerra mondiale.

## Biografia
Friedrich Bonte si arruolò nella Marina Imperiale Tedesca come guardiamarina il 1° aprile 1914 e dopo la grande guerra proseguì la carriera in marina, raggiungendo il grado di Fregattenkapitän nell'aprile 1937. Nel novembre 1938 gli fu affidato il comando della 2° Flottiglia Cacciatorpediniere e nell'aprile 1939 fu promosso a Kapitän zur See. Dal 26 ottobre 1939, Bonte era comandante di tutti i cacciatorpediniere e torpediniere (Führer der Zerstörer) della Kriegsmarine tedesca. Lasciò il comando delle torpediniere alla fine di novembre 1939, ma mantenne il comando dei cacciatorpediniere fino alla sua morte. Venne promosso a commodoro 1 novembre 1939.

### Narvik
Friedrich Bonte, durante l'attuazione dell'operazione Weserübung, il piano di attacco verso la Danimarca e la Norvegia, comandò, con il grado di commodoro, la flottiglia di dieci cacciatorpediniere, i quali trasportavano i circa 2 000 uomini che costituivano il gruppo 1 (Marinegruppe 1), destinati all'occupazione della città di Narvik e delle sue installazioni portuali, e tale forza era appoggiata da una squadra navale comandata dal viceammiraglio Günther Lütjens, della quale facevano parte gli incrociatori da battaglia Scharnorst e Gneisenau. 
Il 9 aprile 1940, a bordo della sua nave ammiraglia, il cacciatorpediniere Z21 Wilhelm Heidkamp, giunse a Narvik e, dopo avere affondato per mezzo di siluri le due corazzate costiere norvegesi KNM Eidsvold e KNM Norge, le forze di terra occuparono la città senza incontrare resistenza. Il giorno successivo una squadra di cinque cacciatorpediniere britannici classe Hardy, comandata dal capitano Bernard Warburton-Lee, risalì l'Ofotfjord e sorprese la squadra tedesca alla fonda nel porto di Narvik. Era accaduto infatti che la flottiglia tedesca non aveva potuto fare ritorno immediato in Germania a causa della mancanza di carburante, dovuta all'arrivo di una sola delle tre navi cisterna previste e nella battaglia che seguì due cacciatorpediniere tedeschi e tutte le navi da rifornimento tranne una vennero affondati ed altri tre cacciatorpediniere vennero danneggiati, mentre i britannici persero due cacciatorpediniere; durante i combattimenti Friedrich Bonte trovò la morte, poichè il Z21 Wilhelm Heidkamp fu colpito da un siluro ed esplose. Il 17 ottobre 1940 gli fu conferita postuma la Croce di Cavaliere della Croce di Ferro.